# Гор, Дэвид
Дэвид Алан Гор (англ. David Alan Gore; 21 августа 1953 — 12 апреля 2012) — американский серийный убийца, совершивший со своим двоюродным братом в период с 19 февраля 1981 года по 26 июля 1983 года серию из 6 убийств девушек и женщин, сопряжённых с изнасилованиями в округе Индиан-Ривер (штат Флорида). Так как преступники состояли в родстве, серия убийств получила название «Killings Cousins». В 2012 году один из братьев, Дэвид Гор — был казнён посредством смертельной инъекции.

## Биография Дэвида Гора и Фреда Уотерфилда
Дэвид Алан Гор родился 21 августа 1953 года на территории штата Флорида. Был старшим ребёнком в семье из двух детей. Оба родителя Дэвида вели законопослушный образ жизни, не имели проблем с законом и вредных привычек, отрицательно влияющих на быт, здоровье детей и благосостояние семьи в целом, благодаря чему Гор рос в социально-благополучной обстановке. Детство и юность Дэвид Гор провел в городе Виро-Бич. Его двоюродный брат, Фредерик Левин Уотерфилд родился 29 сентября на территории штата Нью-Джерси. Вскоре после его рождения родители покинули Нью-Джерси и переехали на территорию штата Флорида, где вскоре также обосновались в городе Виро-Бич. Дэвид Гор и Фред Уотерфилд посещали школу Vero Beach High School, где учились в одном классе.
В школьные годы Гор отличался слабым здоровьем и имел проблемы с лишним весом, благодаря чему был освобождён от занятий физической культуре. Он не пользовался популярностью в школе, вследствие чего подвергался нападкам других учеников и имел статус социального изгоя в округе. В отличие от своего двоюродного брата, Фред Уотерфилд в школьные годы занимался спортом. Он играл за школьную команду по американскому футболу и был признан одним из лучших игроков команды, благодаря чему пользовался популярностью в школе и имел множество друзей и подруг, на одной из которых он женился в декабре 1970 года, будучи учеником 12-го класса школы. В это же время братья стали проявлять признаки сексуальных девиаций. Незадолго до окончания школы Гор и Уотерфилд были замечены в вуайеризме и в проявлении сексуальных домогательств по отношению к ряду одноклассниц, в связи с чем они подвергались дисциплинарным взысканиям, а жена Уотерфилда подала на развод. В 1971 году Гор окончил школу с низкими показателями успеваемости, после чего из-за отсутствия образования вынужден был заниматься низкоквалифицированным трудом. Некоторое время он работал на АЗС, но был уволен по обвинению в вуайеризме, после того как было установлено, что Дэвид проделал отверстие в кабинке женского туалета для тайного наблюдения за женщинами. После увольнения, при поддержке своего отца, Дэвид Гор устроился рабочим на местной ферме по выращиванию цитрусовых культур, где работали многие его родственники.
В этот период он женился на Донне Блэнион, которая в 1974 году родила ему сына Майкла. В этот период Гор стал демонстрировать патологическое половое влечение, вследствие чего его семейная жизнь не заладилась. В 1975 году он развёлся с Донной Блэнион и женился на Конни Джин Айерс. Однако брак с Айерс продержался недолго, в связи с чем он развёлся и с ней, возобновил отношения с первой женой, которая в 1981 году родила ему второго сына по имени Джонатан. Фред Уотрефилд после окончания школы освоил профессию автомеханика. Он, возобновив отношения с бывшей женой, повторно женился на ней в 1972 году, после чего она родила ему в 1973 году дочерей-близнецов.
После рождения детей Уотерфилд вместе с семьей переехал в город Орландо, где занялся предпринимательской деятельности и открыл автосервис. Он продолжал поддерживать близкие отношения со своим двоюродным братом. Оба демонстрировали идентичную страсть к патологическим удовольствиям и эфебофилии, а также анализировали методы похищения и изнасилования женщин, не будучи арестованными, вследствие чего, испытывая болезненное влечение к несовершеннолетним девушкам, братья в середине 1970-х создали план по совершению серии похищений и изнасилований девушек. В июле 1976 года Дэвид Гор и Фред Уотерфилд были арестованы по обвинению в похищении и изнасиловании 20-летней Анджелы Хомелл. Согласно показаниям Хомелл, 26 июля она обратилась за помощью к Уотерфилду, после того как обнаружила свой автомобиль со спущенными шинами. Будучи другом её мужа, Уотерфилд предложил Хомелл отвезти её на работу и заманил в свой автомобиль, после чего отвёз её на одно из полей по выращиванию цитрусовых, где к нему присоединился Дэвид Гор. Угрожая девушке оружием, братья по очереди изнасиловали Анджелу Хомелл, после чего отпустили. В тот же день жертва преступления обратилась в полицию, вследствие чего Гор и Уотерфилд были задержаны, однако никаких обвинений им предъявлено не было, так как в ходе допроса оба задержанных убедили офицеров полиции в том, что половые акты с Хомелл были совершены на добровольной основе, после чего их вынуждены были отпустить.

## Серия убийств
В конце 1970-х годов после знакомства с шерифом округа Индиан-Ривер Дэвид Гор стал сотрудником вспомогательной полиции на добровольной и неоплачиваемой основе. В его обязанности входило патрулирование улиц Виро-Бич в свободное от его основной работы время и контроль над обеспечением прав граждан и общественного порядка.
19 февраля 1981 года Гор, используя своё служебное положение и полицейский значок, вынудил сесть в свой автомобиль 17-летнюю Ин Хуа Линг. После небольшого допроса Гор узнал адрес проживания девушки и отправился к ней домой, где застал её мать — 47-летнюю Сян Хуан Линг. Угрожая оружием, Гор также вынудил её в сесть в свой автомобиль. Он позвонил Фреду Уотерфилду и отвёз заложниц в безлюдную местность, где в течение нескольких последующих часов совместно с Уотерфилдом подвергал их сексуальному насилию, после чего братья задушили их. Тела жертв преступники расчленили, а останки закопали на одном из полей, где выращивались цитрусовые. После исчезновения родственников муж Сян Хуан Линг обратился в полицию. Он сумел доказать, что его жена и дочь были похищены, так как в доме его жена перед исчезновением оставила включённым пылесос. 14 июня 1981 года Дэвид Гор остановил автомобиль 18-летней Даны Стерджис. Он заявил, что автомобиль девушки был замечен возле места совершения ограбления, после чего, используя служебное положение, предъявил ей обвинение в причастности к совершению преступления и вынудил её пересесть в свой автомобиль. Действуя по той же схеме, Гор связался со своим двоюродным братом и отвёз Дану Стерджис в уединённое место на пляже с целью изнасилования, но был вынужден отпустить её из-за появления большой группы рыбаков. Оказавшись дома, Стерджис рассказала о подозрительном поведении Дэвида Гора родителям, после чего они заявили в полицию. В ходе расследования Стерджис опознала Гора в качестве своего похитителя, на основании чего, через три дня, 17 июня того же года он был признан некомпетентным и лишился должности, после чего был вынужден уйти из вспомогательной полиции.
15 июля 1981 года Гор встретил 35-летнюю Джудит Дейли, которая приехала из города Белмонт (штат Калифорния) в Виро-Бич с целью посетить места, где она выросла. Дэвид Гор путём прокола шин вывел из строя её машину, после чего, используя служебное положение, убедил женщину сесть в свой автомобиль и предложил довезти её до ближайшего телефонного автомата. Действуя по той же схеме, он связался с Уотерфилдом, после чего отвёз Дейли в уединённое место, где совместно с Уотерфилдом изнасиловал и задушил жертву. 31 июля 1981 года Дэвид Гор был арестован на заднем сиденье автомобиля 23-летней Мэрилин Оуэнс. Девушка обнаружила его в своём автомобиле, после того как ранее, тем же днём, он пытался с ней познакомиться возле больницы в Виро-Бич, но получил отказ. Во время ареста у Гора были изъяты полицейский сканер, револьвер .357 Magnum и бутылка водки. Ему были предъявлены обвинения в вооружённом проникновении. В ходе расследования Гор впервые попал под подозрение в совершении убийств Джудит Дейли, Сян Линг и Ин Линг, но доказательств его причастности найдено не было. На судебном процесе Дэвид Гор не признал себя виновным и заявил о том, что выбрал автомобиль Мэрилин Оуэнс в качестве наблюдательного пункта с целью наблюдения за своей бывшей женой и её матерью, которые запрещали ему видеться с его 7-летним сыном Майклом. Однако жюри присяжных заседателей признало его виновным в инкриминируемых ему действиях, вследствие чего 7 ноября того же года он получил в качестве наказания 5 лет лишения свободы, которое отбывал в тюрьме Glades Correctional Institution. В последующие месяцы Дэвид Гор прошёл ряд программ, основным предназначением которых являлась реабилитация преступников и создание условий для их мирной интеграции в общество. Он не привлекался к ответственности за нарушение правил и совершение противозаконных действий, сопряжённых с насилием, благодаря чему заслужил репутацию образцового заключённого, вследствие чего был условно-досрочно освобождён в марте 1983 года.
После освобождения Дэвид Гор испытывал проблемы с трудоустройством и материальные трудности, в связи с чем обратился к Фреду Уотерфилду, при поддержке которого устроился разнорабочим в его автосервисе. 20 мая 1983 года Гор и Уотерфилд посадили в свой автомобиль 14-летних Анджелику ЛаВэлли и Барбару Энн Байер, которые сбежали из дома и направлялись автостопом из Орландо в Форт-Лодердейл. Угрожая оружием, братья отвезли девушек на одно из полей, где выращивались цитрусовые, после чего изнасиловали и застрелили выстрелом в голову. Тела жертв преступники расчленили, после чего расчленённые останки Байер закопали в неглубокой могиле недалеко от места совершения убийства, а останки Лавэлли выбросили в одну из дренажных канав на территории Виро-Бич.
26 июля 1983 года Гор и Фред Уотерфилд посадили в свой автомобиль 17-летнюю Линн Эллиотт и 14-летнюю Риган Мартин, которые автостопом добирались на пляж города Виро-Бич. Угрожая оружием, братья отвезли обеих девочек в дом, принадлежащий родителям Гора, где Дэвид Гор при помощи своего друга связал жертв и поместил их в разных комнатах. Фред Уотерфилд вынужден был покинуть дом, после чего отправился в свой автосервис, в то время как Дэвид Гор трижды изнасиловал Риган Мартин, после чего отвёл её на чердак дома. В это время Эллиот сумела освободиться от пут и сбежать из дома. Дэвид Гор догнал девушку в нескольких десятках метров от дома, после чего между ними завязалась борьба, в ходе которой Линн Эллиот оказала яростное сопротивление, в результате чего Гор застрелил девушку двумя выстрелами в голову. Свидетелем убийства стал один из соседей Дэвида Гора, 15-летний Майкл Рок, который во время совершения убийства проезжал мимо на велосипеде. Оказавшись дома, подросток рассказал об увиденных событиях своей матери, после чего она позвонила в полицию

## Арест
После убийства Лин Эллиот Дэвид Гор погрузил её труп в багажник своего автомобиля и вернулся в дом, где оставался до прибытия сотрудников правоохранительных органов, явившихся по вызову матери Майкла Рока. Явившись на место убийства, полиция обнаружила лужу крови возле багажника автомобиля и совершила попытку проникновения в дом, но Гор всячески препятствовал этому, благодаря чему полиция, окружив дом и вызвав подкрепление, начала разрабатывать план по взятию дома посредством штурма, который не состоялся по причине того, что Гор по прошествии 105 минут переговоров со своими двумя тётками и Фредом Уотерфилдом принял решение сдаться. После ареста Гор заявил, что сообщником в совершении похищения девушек послужил его двоюродный брат, его показания подтвердила выжившая жертва Риган Мартин, на основании чего Фред Уотрефилд был также арестован через 10 минут после ареста брата. Они были доставлены в суд, где им были предъявлены обвинения и в качестве меры пресечения был назначен залог в размере 2 миллионов долларов и 1 миллиона долларов соответственно.
После ареста во время обыска их апартаментов и осмотра салонов автомобилей полицией были найдены три длинные верёвки со следами крови и частицами эпидермиса человеческой кожи, несколько замытых пятен крови, пряди женских волос. В сентябре того же года, в ходе опроса родственников и знакомых братьев, полиция установила, что Фред Уотерфилд приобрёл один из заброшенных сараев на одном из не используемых полей цитрусовой фермы. В ходе осмотра сарая полицией было обнаружено множество деталей женской одежды, пластиковая посуда, пятна крови, пряди женских волос, человеческие фекалии, после чего пришла к выводу, что братья использовали постройку для содержания в ней своих жертв, где в течение нескольких дней после совершения похищений подвергали их физическому и сексуальному насилию. Так как против Гора существовали серьёзные улики и прямые доказательства его причастности к убийствам, в ходе последующих допросов он подвёргся моральному давлению со стороны сотрудников полиции, после чего дал признательные показания в соучастии в совершении 6 убийств и нескольких изнасилований, которые он совершил совместно с Фредом Уотерфилдом, но непосредственную вину за исполнение убийств возложил на него. 30 ноября 1983 года, в ходе следственного эксперимента Дэвид Гор указал место захоронения останков тела Барбары Байер и место захоронения её черепа, который был найден отдельно от остальных частей её тела. Позже Дэвид Гор указал места захоронений останков Сян Лин и её дочери Ин Лин, которые были обнаружены 7 декабря 1983 года. Также он указал место сброса тел Джудит Кейли и Анжелики ЛаВэлли в одной из дренажных канав на территории Виро-Бич, но так как в канаве водились аллигаторы, в ходе поисковых мероприятий, организованных полицией 30 декабря того же года, никаких останков тел жертв обнаружено не было. В ходе расследования было установлено, что Дэвид Гор и Фред Уотерфилд много свободного от работы времени проводили на одном из пляжей Вро-Бич, где были замечены в попытках завести знакомства с девушками, в связи с чем они проверялись на причастность к ряду исчезновений девушек и женщин, в том числе к исчезновению 25-летней Нэнси Кей Браун, которая пропала без вести в июне 1983 года и чьи скелетированные останки были найдены в марте 1984 года. Несмотря на то, что прямых доказательств вины братьев найдено не было, они в конечном итоге не были исключены из числа подозреваемых в совершении убийства Браун.

## Судебные процессы
Судебные процессы над Дэвидом Гором и Фредом Уотерфилдом проходили раздельно. Дэвид Гор обвинялся в похищении Лин Эллиот и Риган Мартин, изнасиловании Мартин и в убийстве Лин Эллиот. Фреду Уотерфилду были предъявлены обвинения в похищении девушек и соучастии в убийстве Эллиот. Адвокаты обоих преступников подали ходатайство о переносе судебных процессов из округа Индиан-Ривер, ссылаясь на тот факт, что интенсивная огласка по делу об серийных убийствах не позволит их подзащитным получить справедливое судебное разбирательство, так как члены жюри присяжных заседателей будут находиться под давлением общественного мнения. Ходатайства были удовлетворены, в связи с чем судебный процесс над Дэвид Гором открылся в начале 1984 года в городе Сент-Питерсберг, а судебный процесс над Фредом Уотерфилдом начался в апреле того же года на территории города Пунта-Горда. Незадолго до открытия процессов окружной прокурор округа Индиан-Ривер Роберт Стоун заявил, что в случае осуждения Гора будет добиваться для него назначения уголовного наказания в виде смертной казни. Свою вину в убийстве Гор не признал.. Тем не менее 15 марта 1984 года он был признан виновным по всем пунктам обвинения, на основании чего суд приговорил его к смертной казни.
Фред Уотерфилд на своём судебном процессе отказался признать себя виновным в похищении и сексуальном насилии Лин Эллиот и Риган Мартин. Его показания подтвердила Мартин, заявив, что Уотерфилд 26 июля 1983 года не принимал участия в изнасиловании и покинул дом Гора сразу после того, как жертвы были доставлены в дом и связаны. На основании этих показаний Уотерфилд был оправдан по обвинениям в изнасиловании и похищении, но тем не менее жюри присяжных заседателей пришло к выводу, что он причастен к убийству Лин Эллиот, так как не предпринял никаких действий по спасению девушки. В конечном итоге Фред Уотерфилд был признан виновным в непредумышленном убийстве и 26 июля 1984 года был приговорён к 15 годам лишения свободы, что вызвало гнев среди родственников жертв. Незадолго до вынесения приговора прокуратура округа Индиан-Ривер предъявила Дэвиду Гору обвинения в остальных убийствах. Адвокаты Гора обратились к окружному прокурору с предложением заключить соглашение о признании вины во избежание ещё одного уголовного наказания в виде смертной казни. На оснований условий соглашения Дэвид Гор изменил свои первоначальные показания и всю вину за непосредственное исполнение убийств взял на себя. На основании результатов анализа пятен крови, найденных в автомобиле Уотерфилда и на ноже, было установлено совпадение группы крови с группой крови Барбары Байерс. Дэвид Гор опознал нож и заявил, что совместно с Фредом Уотерфилдом с помощью этого ножа расчленил трупы Байерс и Анджелики ЛаВэлли, вследствие чего Фреду Уотерфилду были предъявлены обвинения в убийстве Анджелики ЛаВэлли и Барбары Байерс. Дэвид Гор согласился стать ключевым свидетелем обвинения и дать показания против своего двоюродного брата на его судебном процессе, несмотря на то, что прокуратура округа Индиан-Ривер заявила, что вне зависимости от степени его сотрудничества со следствием, будет добиваться исполнения смертного приговора за убийство Лин Эллиот.
Cудебный процесс открылся в январе 1985 года. На судебном процессе Дэвид Гор неоднократно менял свои показания и поведал суду об эпизодах, неизвестных следствию. Так, он заявил, что в разные месяцы 1976 года он совместно с Уотерфилдом совершил два похищения девушек, которых впоследствии изнасиловали. В одном случае их жертвой стала Анджела Хомелл, в другом случае жертвой была Дайан Смолли. В обоих случаях братья вывели из строя автомобили девушек посредством прокола шин, после чего заманили в свой автомобиль посредством предложения помощи. Обе девушки были найдены и доставлены в суд, после чего дали противоречивые показания против Уотерфилда. Дайан Смолли идентифицировала в суде Дэвида Гора как одного из преступников, но усомнилась в том, что его сообщником был Фред Уотерфилд, и дала описание его внешности, под которое более подходил другой родственник Дэвида Гора. В то же время сам Гор неоднократно менял свои показания. Так, он, ссылаясь на давность событий, не мог вспомнить, кто именно проколол шины автомобиля Дайан Смолли и кто из них находился за рулём автомобиля во время похищения девушки, на основании чего адвокаты Уотерфилда потребовали снять обвинения со своего подзащитного из-за отсутствия явных доказательств и потребовали провести судебно-психологическую экспертизу Гора, чтобы доказать его некомпетентность как ключевого свидетеля обвинения. В качестве свидетелей защиты на судебном процессе выступили родственники друзья и члены семьи Фреда Уотерфилда, которые характеризовали его крайне положительно.
В то же время обвинение предоставило суду ещё двух свидетелей обвинения. 26-летняя Пегги Кэппелин заявила, что Фред Уотерфилд похитил и изнасиловал её в 1973-м году, когда ей было 14 лет и угрожал убийством трём её сестрам в случае, если она заявит в полицию. Ее сестра, 24-летняя Джекии Кэппелин заявила суду, что в возрасте 13 лет жена Уотерфилда наняла её в качестве няни для ухода за их детьми, после чего она дважды подверглась сексуальным домогательствам и попытке изнасилования со стороны Фреда.
На основании этих улик и противоречивых показаний свидетелей обвинения Фредерик Уотерфилд после трёхчасового совещания вердиктом жюри присяжных заседателей был признан виновным в инкриминируемых ему действиях, на основании чего 27 января 1985 года суд приговорил его к двум срокам в виде пожизненного лишения свободы с правом условно-досрочного освобождения по отбытии 50 лет заключения. Дэвид Гор на основании условий соглашения о признании вины был признан виновным в совершении 5 убийств и 4 февраля 1985 года получил в качестве наказания пять сроков в виде пожизненного лишения свободы.

## В заключении
Все последующие годы жизни Дэвид Гор регулярно подавал апелляции на отмену смертного приговора и назначение нового судебного разбирательства. Первый апелляционный документ его адвокаты составили и подали в августе 1985 года, но апелляция была отклонена в октябре того же года.
3 марта 1988 года губернатор штата Флорида Боб Мартинес подтвердил смертный приговор Гору, после чего была назначена дата его казни. Однако адвокаты подали апелляцию на отмену смертного приговора, предоставив показания родственников и знакомых, согласно которым в день убийства Линн Эллиот Гор демонстрировал агрессивное поведение вследствие пребывания в состоянии аффекта, вызванным употреблением алкогольных напитков, однако апелляционный суд не признал это смягчающим обстоятельством. Также согласно показаниям его матери и других родственников, в юношеские годы Гор не имел достаточного количества информации о реальности и испытывал проблемы социальной приемлемости, благодаря чему попал под влияние своего двоюродного брата, который вынудил его начать вести криминальный образ жизни. В конечном итоге апелляционный суд признал, что судья во время судебного процесса допустил ряд ошибок, отказав адвокатам Гора предоставить доказательства, касающиеся возможности употребления алкоголя Дэвидом Гором в день убийства Линн Эллиот, и постановил, что упущение этих доказательств повлияло на окончательный вердикт жюри присяжных заседателей. На этом основании в апреле 1988 года Верховный суд штата Флорида приостановил исполнение смертной казни, а в 1989 году смертный приговор Гора был отменён и ему было назначено новое судебное разбирательство, которое состоялось в 1992 году.
На судебном процессе 1992 года команда адвокатов Дэвида Гора требовала снисхождения для своего подзащитного и назначения ему уголовного наказания в виде пожизненного лишения свободы с правом условно-досрочного освобождения на основании того, что Гор на протяжении нескольких десятилетий с 1950-х годов, в период работы на полях, подвергался токсическому воздействию химических веществ, используемых в процессе выращивания цитрусовых, которое воздействовало на его нервную систему и вызвало психические расстройства, которые, в свою очередь, привели в итоге к психическим, эмоциональным и поведенческим проблемам. Эти доводы были подтверждены Тельмой Гор, матерью Дэвида, и Дороти Стоукс, его тётей, которая заявила, что в разные годы из-за токсического воздействия химикатов на организм — умерло пятеро родственников Дэвида Гора, которые работали или жили в непосредственной близости от полей, где выращивались цитрусовые. В качестве свидетелей защиты были вызваны два профессора из Флоридского университета. которые предоставили суду доказательства того, что в округе Индиан-Ривер в качестве химической продукции в сельскохозяйственном производстве на протяжении 1960-х и 1970-х годов использовались 13 видов химических соединений, 11 которых были запрещены для использования к 1992 году из-за токсического воздействия на организм человека. Несмотря на это смягчающее обстоятельство, стороной обвинения было предоставлено суду пять отягчающих обстоятельств, на основании чего 21 ноября 1992 года жюри присяжных заседателей вынесло обвинительный вердикт Дэвиду Гору и рекомендовало ему снова назначить наказание в виде смертной казни, после чего 8 декабря 1992 года Дэвид Гор повторно был приговорен к смертной казни.
В 2007 году Дэвид Гор подал апелляцию в Верховный суд штата Флорида. Однако апелляция была отклонена, так как все смягчающие обстоятельства его вины, предоставленные его адвокатами, были признаны неубедительными на основании результатов анализа химического состава крови Дэвида Гора, в результате которого было установлено, что Гор имел достаточно низкий уровень содержания свинца, ртути, кадмия и мышьяка в крови. Это свидетельство противоречило утверждению Гора о том, что он подвергался чрезмерному воздействию высоких уровней сельскохозяйственных химикатов. Также не было представлено доказательств того факта, каким образом сельскохозяйственные химикаты, токсическому воздействию которых Гор предположительно подвергся, работая и живя вблизи цитрусовых рощ, влияют на людей в долгосрочной перспективе. Последним шансом Дэвида Гора была подача апелляции в Верховный суд США, однако она также была отклонена в 2008 году, так как его адвокаты не предоставили прямых доказательств, таких как медицинский диагноз, что Гор действительно страдал какими-либо неврологическими расстройствами, которые, как он утверждал, возникли в результате воздействия сельскохозяйственных химикатов. Вместо этого были представлены лишь доказательства того, что Гор страдал от совершенно других проблем со здоровьем.
После того, как Дэвид Гор исчерпал все возможности для отмены смертного приговора, он направил прошение о помиловании президенту США, но получил отказ, на основании чего в феврале 2012 года его смертный приговор был подтвержден губернатором штата Флорида Риком Скотом, а дата казни была назначена на 12 апреля 2012 года. В марте того же года адвокаты Гора составляют новый апелляционный документ с целью отсрочить дату исполнения смертного приговора и подают апелляцию на основании того, что при рассмотрении ходатайства о помиловании не были приняты во внимание значимые обстоятельства, а сама процедура помилования по его делу была применена с нарушением его конституционных прав США. Однако 9 апреля она была отклонена.

## Казнь
Дэвид Алан Гор был казнён посредством смертельной инъекции 12 апреля 2012 года в тюрьме Florida State Prison в присутствии 34 свидетелей, среди которых находились родственники его жертв. Перед казнью он провёл несколько часов со своей матерью и бывшей женой. В качестве последнего ужина Гор заказал себе жареную курятину, картофель фри, мороженое с орехами пекан и безалкогольный напиток. В качестве последнего слова Дэвид Гор заявил следующее:«Я хочу сказать семье Эллиот, что сожалею о смерти вашей дочери. Я не тот человек, которым был тогда, 28 лет назад. Я христианин. Христос живёт во мне. Надеюсь, вы все сможете обрести мир сегодня. Я надеюсь, что они смогут простить меня. Я не боюсь смерти. Спасибо» (англ. «I want to say to the Elliott family I am sorry for the death of your daughter. I am not the man I was back then, 28 years ago. I’m a Christian. Christ lives within me. I hope you can all find peace today. I hope they can find in their hearts to forgive me. I don’t fear death. Thank you.»). Во время его казни за пределами тюрьмы около 40 сторонников отмены смертной казни организовали митинг.
Двоюродный брат Дэвида Гора, Фред Уотерфилд после осуждения все последующие годы жизни провёл в разных пенитенциарных учреждениях штата Флорида. В 2013 году он дал интервью репортёрам из информационного агентства «Ассошиэйтед Пресс», во время которого даже по истечении 30 лет после своего ареста продолжал настаивать на своей невиновности в инкриминируемых ему действиях и поведал свою версию событий начала 1980-х годов. По состоянию на 2020 год, 68-летний Фредерик Уотерфилд продолжает отбывать своё наказание в тюрьме Marion Correctional Institution, расположенной в городе Окала.